# Musikåret 1890

## Händelser
- 2 februari – Dvořák dirigerar uruppförandet av sin Symfoni nr 8 i Prag.
- 18 maj – Pietro Mascagnis opera På Sicilien (Cavalleria Rusticana) har urpremiär på Teatro Constanzi i Rom.
- 21 juni – Richard Strauss dirigerar uruppförandet av sin symfoniska dikt Tod und Verklärung i Eisenach.
- 11 oktober – Sibelius Pianokvintett i g-moll framförs för första gången i sin helhet i Åbo med Adolf Paul vid pianot.
- 9 september – Edward Elgars overtyr Froissart har premiär vid Three Choirs Festival i Worcester.
- 4 november – Aleksandr Borodins opera Furst Igor har urpremiär på Mariinskijteatern i Sankt Petersburg.
- 18 november – Carl Nielsens Stråkkvartett nr 2 i f moll uruppförs vid en privat konsert i Berlin.
- 19 december – Pjotr Tjajkovskijs opera Spader dam uruppförs i Sankt Petersburg.
- okänt datum – George W. Johnson gör inspelningar på fonografcylindrar.

## Födda
- 1 januari – Axel Hambraeus, svensk präst, författare och kompositör.
- 10 februari – Eduard Hladisch, österrikisk kompositör, musikarrangör, kapellmästare och musiker (violinist).
- 27 februari – Freddie Keppard, amerikansk jazzkornettist.
- 12 mars – Evert Taube, svensk författare, konstnär, trubadur och kompositör.
- 20 mars
  - Beniamino Gigli, italiensk operasångare.
  - Lauritz Melchior, dansk hjältetenor och skådespelare.
- 28 mars – Paul Whiteman, amerikansk orkesterledare.
- 16 april – Anita von Hillern-Dunbar, tysk-svensk pianist och tonsättare.
- 21 maj – Harry Tierney, amerikansk kompositör och pianist.
- 23 maj – Martin Nilsson (död 1963), svensk skämttecknare, kompositör, novellförfattare.
- 17 juni – Paula Müntzing, svensk musiklärare och rymtmikpedagog.
- 18 juni – Gideon Wahlberg, svensk författare, teaterledare, skådespelare och kompositör.
- 15 augusti – Jacques Ibert, fransk tonsättare.
- 21 augusti – William Seymer, svensk tonsättare och musikskriftställare.
- 28 augusti – Ivor Gurney, engelsk tonsättare och poet.
- 15 september – Frank Martin, schweizisk tonsättare.
- 12 oktober – Carl Hagman, svensk sångare och skådespelare.
- 13 oktober – Gösta Nystroem, svensk tonsättare.
- 22 oktober – Carl Christiansen, svensk cellist och tonsättare.
- 8 december
  - Hortensia Hedström, svensk operettsångare och skådespelare.
  - Bohuslav Martinů, tjeckisk tonsättare.

## Avlidna
- 20 januari – Franz Lachner, 86, tysk dirigent och tonsättare.
- 16 april – John Barnett, 87, engelsk tonsättare.
- 6 maj – Hubert Léonard, 71, belgisk violinist.
- 28 maj – Victor Nessler, 49, tysk tonsättare.
- 3 juni – Oskar Kolberg, 76, polsk etnograf och kompositör.
- 8 november – César Franck, 67, fransk tonsättare.
- 21 december – Niels Wilhelm Gade, 73, dansk tonsättare.